# Henk Hoogen Stoevenbeld
Hendrik Jan (Henk) Hoogen Stoevenbeld (Maassluis, 6 december 1913 – Amsterdam, 24 oktober 1985) was een Nederlandse socialistische politicus. In politieke kringen gebruikte hij nooit zijn dubbele achternaam en was hij algemeen bekend als Henk Hoogen. Hij was algemeen secretaris van de PSP van 1973 tot 1981.

## Loopbaan
Van 1949 tot 1973 werkte Hoogen Stoevenbeld bij het Mathematisch Centrum in Amsterdam, aanvankelijk als calculator bij de Rekenafdeling, waar hij was belast met de dagelijkse leiding van de berekeningen, en later als bibliotheekmedewerker.

## Politiek
Buiten zijn werkkring werd het leven van Hoogen al van jongs af aan beheerst door de politiek, beginnend met betrokkenheid bij de Vlaamse Beweging. Al voor de Tweede Wereldoorlog werd hij lid van de CPN. Daar behoorde hij tot de minderheid uit de partijleiding die in 1958 de dissidente Brug-groep oprichtte. Deze groep wilde afstand nemen van het stalinisme dat CPN-leider Paul de Groot ook na de dood van Jozef Stalin in 1953 was blijven inspireren. Tevens ging het om meningsverschillen over de koers van de op de CPN georiënteerde Eenheids Vakcentrale (EVC), die zeer groot was geweest na de bevrijding van de Duitse bezetting, maar daarna sterk in verval was geraakt. Tot deze dissidente stroming behoorden ook Wouter Gortzak (van 1975 tot 1981 directeur van het wetenschappelijk bureau Wiardi Beckman Stichting van de PvdA, later hoofdredacteur van dagblad Het Parool en lid van de Tweede Kamer voor de PvdA) en Ger Harmsen (later lid van het partijbestuur van de PSP en vanaf 1973 hoogleraar dialectische filosofie en historische sociologie aan de Rijksuniversiteit Groningen). De Brug-groep nam vier van de zeven CPN-Kamerzetels mee, met de Kamerleden Gerben Wagenaar, Henk Gortzak, Rie Lips-Odinot en Bertus Brandsen. Henk Hoogen was eindredacteur van het maandblad De Brug. Deze groep (Lijst Wagenaar) behaalde bij de vervroegde Tweede Kamerverkiezing van 1959 0,6%, en daarmee net geen zetel. In Amsterdam oogstte deze lijst 2,4%. Vanaf 1959 tot 1965 manifesteerde de Brug-groep zich als afzonderlijke partij, de Socialistische Werkers Partij (SWP). Henk Hoogen was opsteller van haar beginselprogramma.
Eind 1965 besloot de SWP zichzelf op te heffen en haar leden te adviseren zich per 1 januari 1966 aan te sluiten bij de PSP. Daarna behoorden Hoogen en zijn echtgenote Han Hoogen Stoevenbeld-Blom tot de actieve kern van de afdeling Amsterdam-Oost van de PSP, en was hun woning aan het ’s-Gravesandeplein uitvalsbasis voor wijkacties. Hun beider politieke archieven berusten bij het Internationaal Instituut voor Sociale Geschiedenis te Amsterdam.
Henk Hoogen was van 1973 tot 1981 algemeen secretaris van de PSP, en daarna nog enkele jaren bestuurslid van het wetenschappelijk bureau van die partij.